# Эмайыги

Бассейн Эмайыги

Э́майыги (эст. Emajõgi, нем. Embach, рус. Омо́вжа; латыш. Mētra) — река в Эстонии бассейна реки Нарва. Название Эмайыги переводится с эстонского языка как Мать-река. В нижнем течении судоходна. На берегах реки стоит город Тарту. Длина — 99,3 км, площадь бассейна — 9628,1 км².
Вытекает из озера Выртсъярв на высоте 33 м, впадает в Чудское озеро на высоте 30 м над уровнем моря. Ледостав с декабря по конец марта. Судоходство ниже города Тарту.

## Притоки

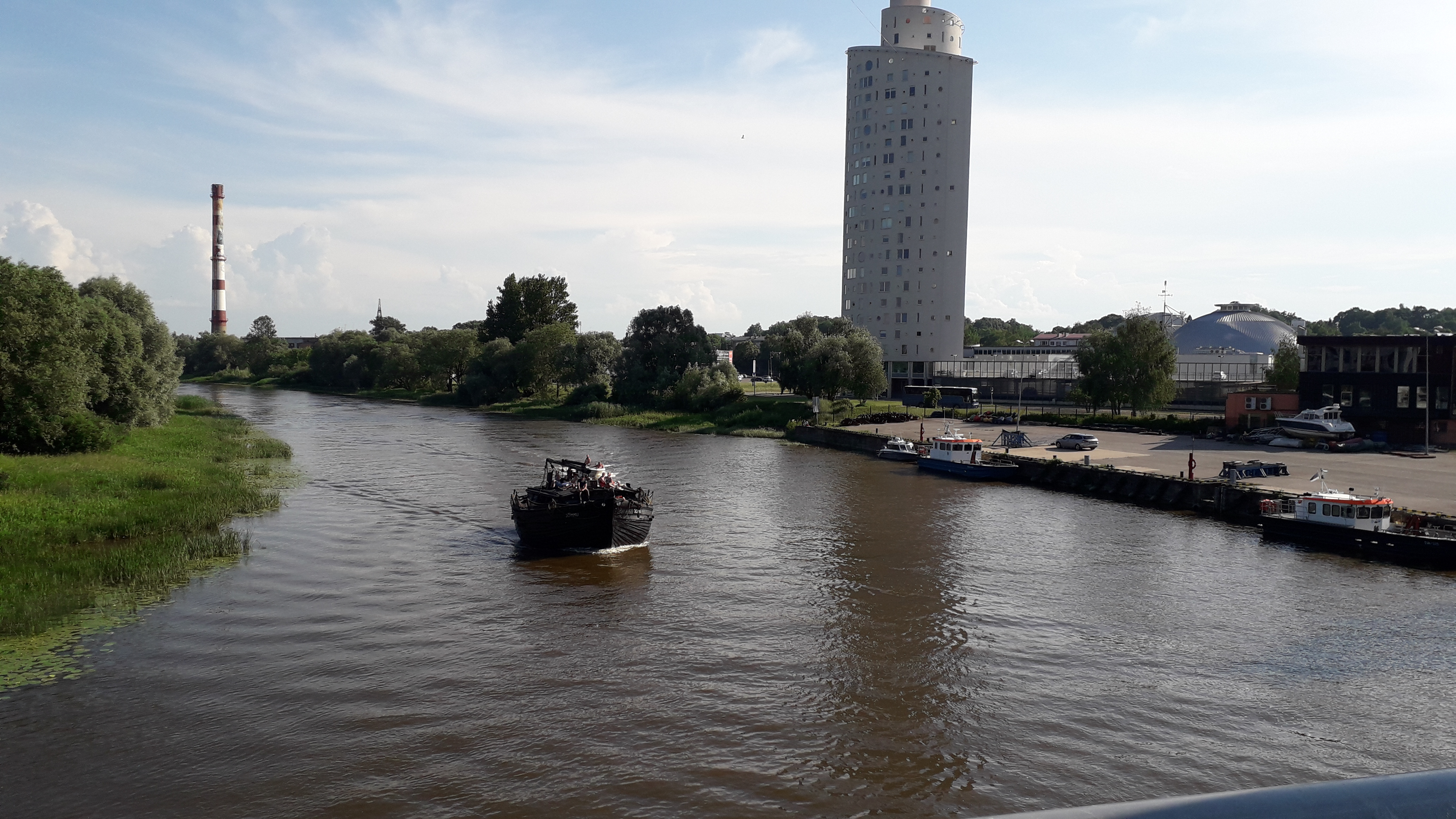
Эмайыги в Тарту

Карта бассейна реки Нарва

В Эмайыги впадает река Амме, вытекающая из озера Куремаа. Имеет 115 притоков длиной менее 10 км, общей протяжённостью 322 км. В бассейне Эмайыги насчитывается 373 озёр общей площадью 330,151 км².

## Река в истории
В 1030 году на берегу реки Омовжи отряд Ярослава Мудрого заложил город Юрьев (ныне Тарту).
В 1234 году в сражении на Омовже князь Ярослав Всеволодович во главе
новгородско-владимирского войска разбил войска Ордена меченосцев.
В 1341 году после того, как ливонские немцы убили в Лотыголе псковских послов, посадник псковский Илия Борисович, не дождавшись помощи ни от Новгорода, ни от Ольгерда, ходил с псковичами на Омовжу и 2 мая разгромил немецкие поселения по обоим берегам этой реки.
В 1472 году в реке был утоплен православный священник Исидор и с ним 72 человека.

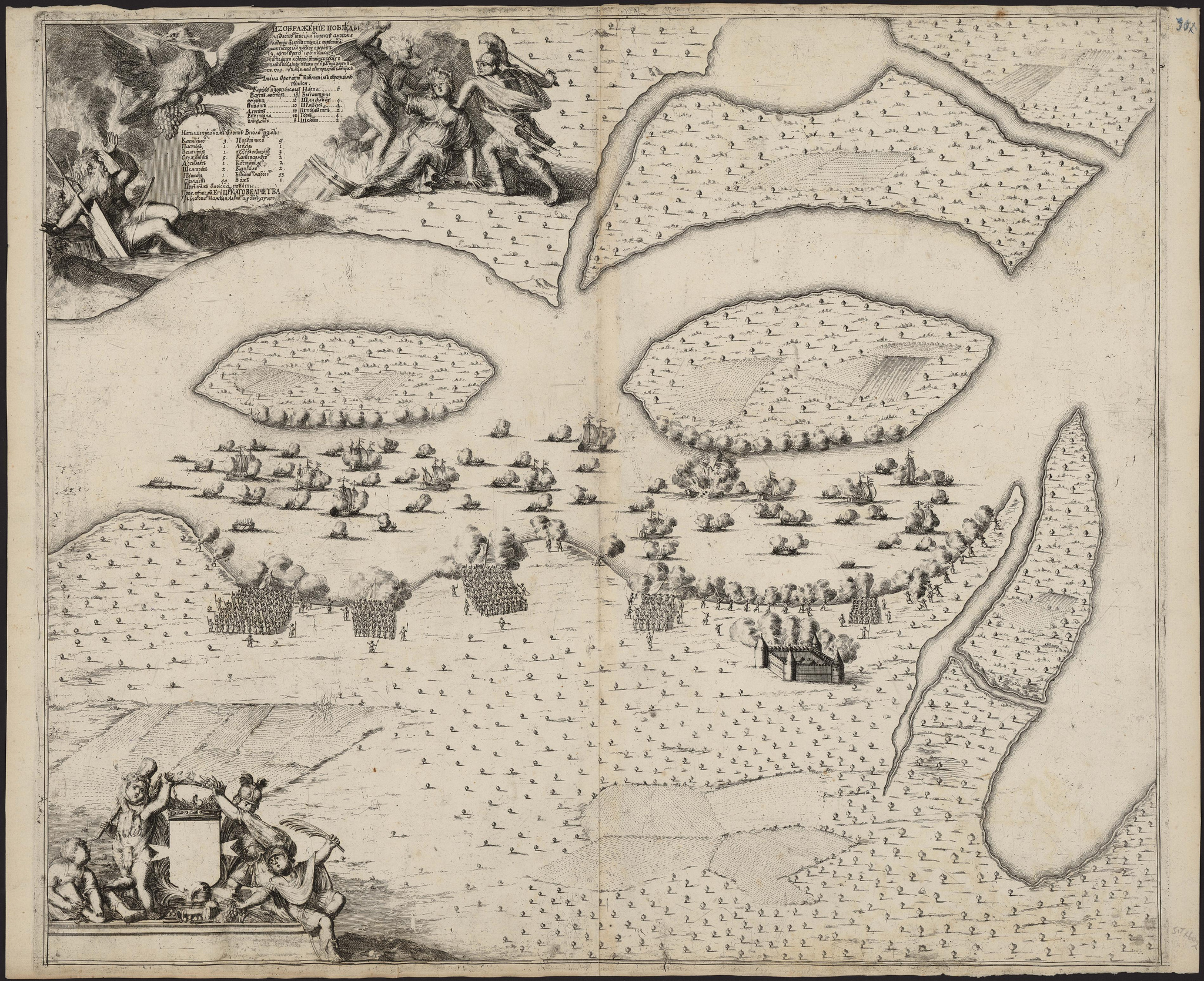
Сражение 3 мая 1704.

3 мая 1704 года отряд русских карбасов под командованием генерал-майора фон Вердена в устье реки Амовжа (Эмайыга) атаковал шведскую озёрную флотилию под командованием Карла Лёшерна. В бою были захвачены 13 шведских судов, одно взорвано и одному удалось уйти. На захваченных судах взято 86 орудий и 138 пленных.

## Достопримечательности

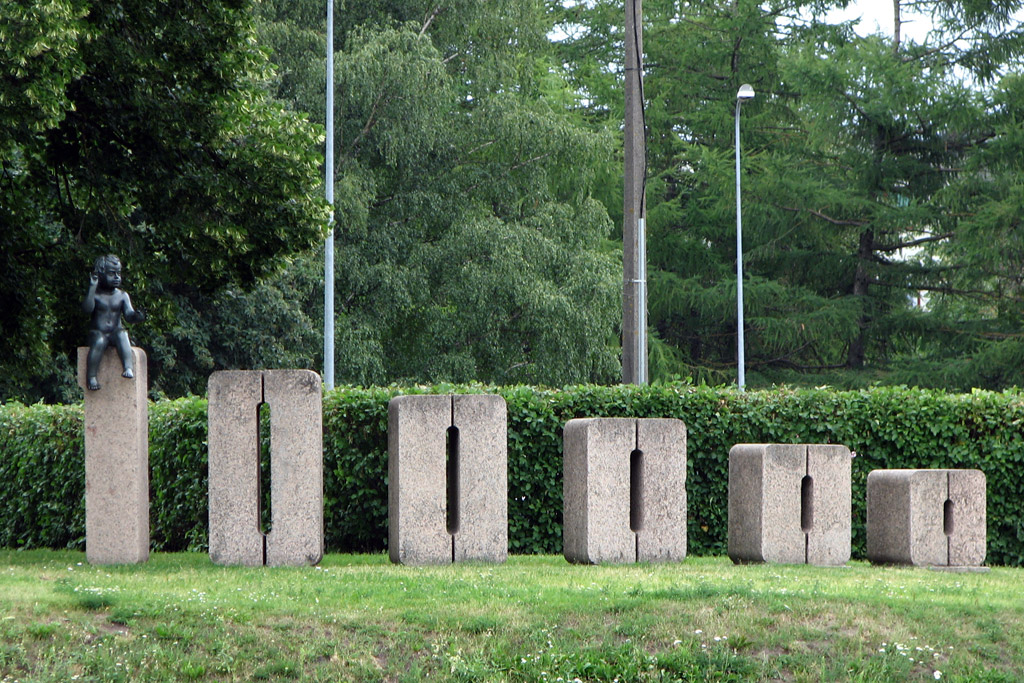
Скульптурная композиция «Стотысячный житель Тарту»

На берегу реки в черте города Тарту установлена скульптурная композиция «Стотысячный житель Тарту» (1977, скульптор Маре Микофф)